# 님코 알리

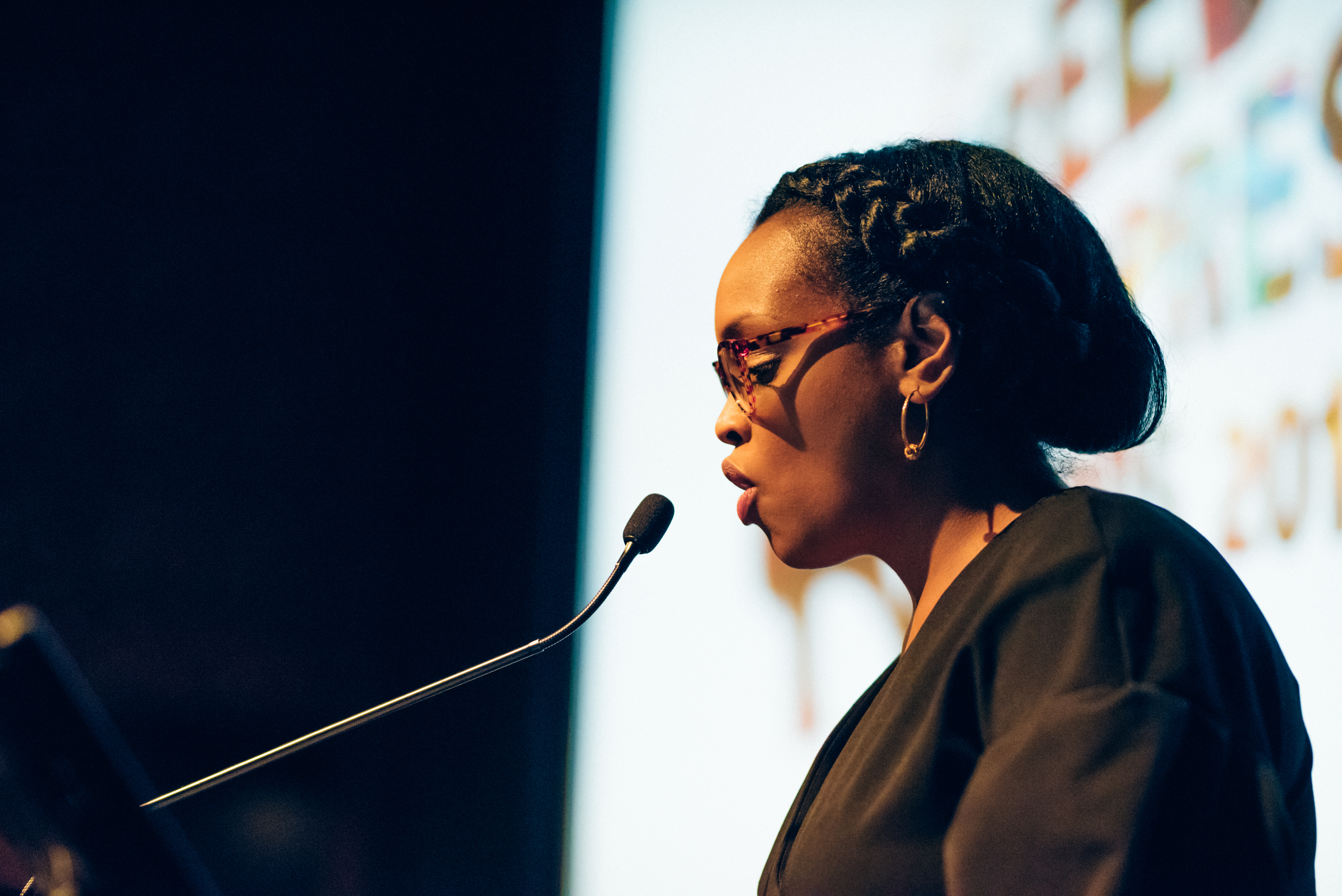

님코 알리 오비이(소말리어: Nimco Cali), 바꿔서 님코라는 철자를 쓰는 (1982년 즈음 출생) 그녀는, 소말리아 계 영국 사회 활동가이다. 그녀는 다음 단체의 공동설립자 겸 최고경영자인데 그것은 여성 성기 절개(에프지엠)를 없애는 국제 연대체인, ‘다섯 단체’이다.

## 언론 기사
2022년 5월 20일 영국 비비씨 기사는 다음과 같다.

### 거리 성폭력 방지 법이 막히고 있다, 고문 님코 앨리가 말한다
여성과 소녀에 대한 폭력을 방지하는 것에 있어서의, 정부의 독립 고문이 거리 성폭력이 범죄로 만들어지는 그녀의 요청이 막히고 있다고 주장했다.
님코 알리, 보리스와 캐리 존슨의 친구는, 닉 로빈슨 팟캐스트로 진행되는 비비씨의 ‘정치적 생각’에 다음과 같이 말했는데 그녀의 계획이 “후퇴”를 했다고 말이다.
총리가 그것을 완전히 지지하지는 않았다고도 그녀는 내비쳤다.
하지만 여성에 대한 폭력을 없애는 것이 일 순위라고 넘버 텐(총리 집무실)은 주장했다.
거리 추행이라는 폭력이 여전히 논의되고 있는지 물었을 때, 다우닝 가(정부) 대변인은 다음과 같이 말했다: “어디에 틈새가 있을 수 있는지 그리고 어떻게 특정한 폭력이 그 틈새를 보여줄 수 있는지에 우리는 계속해서 눈 돌릴 것입니다.”
인터뷰 동안에, “끔찍한”과 “믿을 수 없이 고통스러운”으로 총리의 부인이 받은 “학대”를 알리 고문도 설명했다.
존슨 여사는 반복적으로 맥베스 부인과 프린세스 넛넛이라고 별명지어져왔다. 그녀는 또한 그녀의 남편에게 터무니 없는 영향력을 가지는 것으로 비난 받아왔다.
비난에 대해 질문 받았을 때, 알리 고문은 다음과 같이 말했다: “이 세상에 곳곳에 정신 나간 남자들이 많아요.”
알리 고문, 2020년에 내무 장관 프리티 파텔에 의해 임명되었던 그녀는, 거리 추행에 대해 밀어붙이고 있는데 - 그 추행은 늑대-휘파람 부는 것, 고양이 부르는 것(야유), 지속적으로 쳐다보는 것 혹은 낯선 사람에게 미소 지으라고 말하는 것 같은 것이고 - 그 추행이 위반자에 대한 현장에서의 벌금을 무는, 범죄로 만들어지는 것을 말이다.
파텔 장관이 그녀의 선거 “때문에 매우 많이 바빴”지만 “그때 당신(장관)은 아니라고 말하는 다른 사람들을 만났다”고 그녀(알리)는 말했다.
“그것은 절망적이고 있어왔고 그것은 실망적이고 있어왔다,”고 그녀는 덧붙였는데,
정부의 다른 부처로부터 “거절”을 당했다고 주장하면서 말이다.
총리의 고문으로부터 이것이 나왔는지 질문을 받았을 때, 출처가 “그것보다 훨씬 가까웠다”고 그녀는 대답했는데, “나의 침묵”을 사람들이 해석할 수 있을지도 모른다고 덧붙이면서 말이다.
알리 고문은 다음과 같이 말했는데 거리 추행을 범죄로 만드는 것을 실패하는 것은 다음을 의미하고 “그것은 우리가 실제로 사회를 부식시키고 있고 우리가 젊은 여성을 겪어진 경험에 종속되도록 허용하고 있으며 그 경험은 매일을 단위로 하여 그들의 건강에 엄청난 피해를 줄 것이라는 것”을 의미한다고 말이다.
여론조사 기관인 유고브에 의한 조사, 3월에 발표된 그것은, 밤에, 적어도 일부의 그 시간에 혼자 걷는 것에 3분의 2의 여성이 안전하게 느끼지 않는다고 나타냈다.
작년에 런던 남부에서 집으로 걸어가는 동안에 납치되었던, 사라 이브라드의 죽음은, 여성의 안전에 대한 관심을 그리고 여성에 대한 인식 개선을 또한 증가시켰다.
영국 정부가 여성의 권리에 있어 “세계의 이끔이가 되는 것에 뒤로 밀리고 있”다고 그녀는 또한 말했다.
그녀가 고문으로 임명되었을 때, 여성에 대한 폭력을 없애기 위해 더 많은 것이 진행되는 것을 필요로 한다고 알리 고문은 말했다.
2021년 7월에 발표된, 계획을 파텔 장관이 구상하는 것을 그녀는 도왔는데, 그 계획은 “여성과 소녀가 어디에서나 안전한 것을 보장하”는 것이다.
여성과 소녀를 보호하는 “에너지”가 버려졌는지 알리 고문에게 닉 로빈슨(비비씨 방송인)이 물었다.
“아니요, 그것은 사라지지 않았어요,” 그녀가 말했다. “단지 왜냐하면 그것이 지금 주류 방송에서 다루어지지 않기 때문에, 그것은 다음을 의미하지는 않는데 내무 장관이 그리고 또한 여성의 안전을 위한 장관, 레이첼 매클린이, 이것에 관심 가지지 않는다는 것이다.”
여성과 소녀에 대한 폭력을 없애는 것이 정부 대변인은 그것의 “최우선 순위들” 중의 하나로 남아있다고 말했다.
“7월 이후로 우리는 우리의 임무에 대해 수행해왔는데, 여성과 소녀에 반하는 폭력에 대한 사상 처음의 국가적 경찰 주도권을 포함해서 그렇고, 지형을 바꾸는 ‘국내 학대 방지 법’을 그리고 시범적인 ‘야간 여성 안전 기금’을 실행하면서 그러하며, ‘안전한 거리’ 프로젝트를 위한 추가적인 2천5백만 파운드를 포함해서 말이다.
“3월에 새로운 2천만 파운드 사업 공동작업을 총리는 시작했는데 개발도상국에서의 소녀의 교육에의 접근성을 계속해서 높이는 작업이고, 영국은 그것이 세계적으로 여성의 재생산 권리를 지지한다고 명확히 해왔으며, 안전하고 합법적인 낙태 접근성을 얻는 권리를 포함해서 말이다.”